# Март Робер
Март Робер (на френски: Marthe Robert) e френски психоаналитик и германист. Като преводач на немски автори, тя запознава френската публика с текстове на Гьоте, братя Грим, Ницше, Фройд и Кафка, а като литературен историк е на първо място изследовател на Кафка.

## Биография
Родена е на 25 март 1914 година в Париж, Франция. След като взима решение да следва германистика, тъй като баща ѝ е участник в Първата световна война, който след това се превръща в активист на движението за мир, Март Робер започва да учи в Сорбоната, а след това се дипломира в Университета „Гьоте“ във Франкфурт на Майн. Там тя среща художника Жак Жермен, който е учил в Баухаус, и се омъжва за него. След това се връща във Франция и се установява в Монпарнас, където става близка на Артюр Адамов, Антонен Арто и Роже Жилбер-Льоконт. Основава списание „Новият час“, където публикува първите си преводи на Кафка. Помага и на своя съпруг, който е част от артистичното движение за освобождаване на творческите сили на твореца. През 1941 г. се среща с психоаналитика Мишел дьо Музан, който става неин втори съпруг.
Като верен преводач на Кафка, тя подготвя преводи на френски на неговите „Дневници“, „Кореспонденция 1902 – 1924“, „Писма до Фелице“, „Подготовка на сватба в провинцията“ и др.
Умира на 12 април 1996 година в Париж на 82-годишна възраст.

## Признание
Според собствените ѝ думи Март Робер е първата нееврейка, която е получила наградата на Фондацията на френския юдаизъм(на френски: Fondation du judaïsme français). През 1972 г. тя става носител на поощряващата добрите преводи награда „Жан Шалтел“, създадена от Френската академия, за „превода на Събраните произведения на Кафка“. През 1973 г. получава награда за есе на Френската академия за „Романът за произхода и произхода на романа“. През 1977 г. взима наградата на критиката за „Книга с прочити“, а през 1981 г. голямата награда на критиката за „Истината на литературата“. През 1995 г. ѝ присъждат Националната награда за литература на Министерството на културата на Франция.